# تشارلز تونشيند
تشارلز تاونسند (بالإنجليزية: Charles Vere Ferrers Townshend)‏ كان اللواء السير تشارلز فير فيرز تاونسند، كيه سي بي دي إس أو (21 فبراير 1861 - 18 مايو 1924) جنديًا بريطانيًا إمبراطوريًا قاد خلال الحرب العالمية الأولى حملة عسكرية مفرطة في بلاد ما بين النهرين (العراق قديماً)، والتي أدت إلى هزيمة وتدمير سلطته. اشتهر باسم حصار الكوت، واستمر من ديسمبر 1915 إلى أبريل 1916 وربما كان الأسوأ الذي عانى منه الحلفاء خلال الحرب. بعد إجباره على الاستسلام، واحتجز تشارلز كسجين حرب في برينكيبو، رغم أنه كان يعامل كضيف محترم، قبل أن يطلق سراحه في أكتوبر 1918.

## النشأة
نشأ تشارلز تاونسند فقيراً في عائلة مختلفة مشهورة، ابن موظف في سكة حديدية، تشارلز ثورنتون تونشيند (1840-1889)، ولويز غراهام، وهي من مواليد ملبورن التي لم تحضر أي مهر. كان حفيد المشير جورج تونشيند، 1st Marquess Townshend. كان جد أبيه، القس جورج أوزبورن تاونسند (1801-1876)، ابن السياسي اللورد جون تاونسند، الابن الثاني لرتبة marquess الأولى.
كان طموحًا للغاية وتغذّى آمالًا سامية في وراثة لقب العائلة وعقارٍللعائلة في Raynham Hall في نورفولك، حيث أن ابن عمه فيسكونت رينهام، وريث اللقب، لم يكن لديه أطفال حتى وقت لاحق في الحياة. تلقى تعليمه في مدرسة Cranleigh والكلية العسكرية الملكية، في ساندهيرست. عند تخرجه من ساندهيرست، حصل على منصب الضابط في قوات المشاة البحرية الملكية في عام 1881.
كان تاونسند ضابطًا معروفًا «غير مبال» في شبابه، اشتهر بملاحقته للنساء، وشرب الخمر، ولعب البانجو بينما كان يغني أغنيات فاجرة فاسقة، وإنفاق قدر كبير من وقته في قاعات الموسيقى. كما ويوصف غالباً بهذه الصفات، فعرف بأنه «رجل مولع بالنساء» الذي كان يحظى بشعبية كبيرة في الجنس الآخر بسبب شخصيته المحطمة وجمال مظهره. وكان معروفًا أيضًا بأسلوبه المسرحي، وكان يحب أن يرتبط مع الممثلين.
في عام 1884، كان تاونسند جزءًا من حملة الإغاثة لإنقاذ الجيش المحاصر للجنرال تشارلز جوردون، المعروف لدى الجمهور البريطاني باسم «جوردون الصيني»، في ولاية الخرطوم. بصفته ضابطًا في البحرية الملكية، كان يجب أن لا يكون جزءًا من الحملة العسكرية، لكنه كتب إلى المشير غارنت وولسيلي متسائلاً عما إذا كان بإمكانه الذهاب، وتم قبول طلبه. الطريقة التي تحدى بها غوردون أوامر الحكومة لمغادرة الخرطوم، هي يقينه أن الحكومة لا تستطيع التخلي عن بطل وطني مثله، وأن عليها أن ترسله لحملة الإغاثة للحفاظ عليه، حيث ترك هذا الأمر انطباعًا كبيرًا على تاونسند. على الرغم من أن غوردون قد تجاهل أوامر الإخلاء عن الخرطوم بشكل متكرر وفاضح، إلا أن الصحافة البريطانية تصف «جوردن صيني» بشكل عام كبطل مسيحي وشهيد قُتِل ببسالة أمام مقاوم جيش المهدي الإسلامي، وهاجموا حكومة وليام جلادستون كخسيس جبان الذين كانت جهودهم لإنقاذ غوردون قليلة جدًا ومتأخرة كذلك. إن قوة الصحافة وقدرتها على إثارة الرأي العام لصالح الجنرالات الأبطال المحاصرين من قبل المتعصبين الإسلاميين لوحظت من قبل تاونسند في ذلك الوقت. في يناير 1885، قاتل في معركة أبو كليا، التي كانت أول معركة له وأول مرة قتل فيها رجلا. في عام 1886، انتقل من قوات المشاة البحرية الملكية إلى الجيش البريطاني، إلى حد كبير لأنه شعر أنها تقدم له آفاقا أفضل للتقدم. كتب المؤرخ الأمريكي جون سمبل غالبريث أن «تونسند كان عريقاً ومعلنا لذاته، بشكل دائم وفعال لتعزيز تألقه الخاص على أمل الاعتراف به من قبل بلد ممتن، بكل المميزات على شكل  KCB».
العاطفة الفرانكوفونية تحدثت اللغة الفرنسية بطلاقة، فضل تاونسند أن يتم تناولها كـ «ألفونس» - وهو الأمر الذي غالباً ما أزعج زملائه، الذين اعتبروا سلوكه «الفرنسيين» متسلّطًا للغاية ومضطربًا. كان رجلًا طموحًا للغاية، وكان يكتب باستمرار رسائل إلى الأصدقاء والأقارب وأي شخص قد يتمكن من مساعدته في الحصول على ترقية، قائلاً إنه في حاجة ماسة إلى عرض ترويجي ومطالبته «بسحب بعض الأوتار» لمساعدته. كاتب سيرة تاونسند، المؤرخ البريطاني أ. ج. لاحظ باركر، «أي شخص يمكن أن يواصل مسيرته كان مدعوما دائمًا للمساعدة، في أغلب الأحيان في معظم المرافعات». وقد وصفه شون ماك نايت، نائب رئيس قسم دراسات الحرب في ساندهيرست، بقوله: «فقط حول الضابط الأعلى طموحًا بشكل كبير وأعتقد أنه لم يأت من أي وقت مضى. إنه لا يرضي أبدًا، فهو دائمًا يبحث عن الوظيفة الثانية أو الثالثة أسفل الخط، واحدة من أكثر الوجوه إثارة هو أنه حتى عندما يكون لديه شيء يجب أن يكون سعيدًا به، فهو لا يرضى». إن سلسلة تاونسند الطموحة التي لا نهاية لها، إلى جانب ميله إلى النظر في أي موقف كان يحمله على أنه غير كاف بالنسبة له، والميل لكتابة رسائل تهاجم من كان ضابطه القائد غير كفؤ لضابطه القائد، جعله لا يحظى بشعبية كبيرة مع ضباطه الآخرين الذين شاهدوا له بشكل مختلف كمخادع غادر إلى الأبد مكيدة لترويج، وهو وينير مثير للشفقة الذي لم يكن سعيدا مع ما لديه، وجنرال هوس خطيرة التي أدت سعيه المستمر لترقية أخرى له لاتخاذ مخاطر مجانية. وصفه المؤرخ البريطاني جيفري ريغان بأنه ضابط له ذكاء وقدرات عالية شابها بهومه.

## جندي إمبراطوري
خدم في بعثة السودان لعام 1884، ثم في 12 ديسمبر 1885 تم تعيينه تحت المراقبة لفيلق الموظفين الهنود وتم تعيينه بشكل دائم في 15 يناير 1886. ثم ذهب للعمل في بعثة هونزا نجا في 1891. تورط تاونزند في اقتحام قلعة نيلت التي كان يديرها رجال قبائل الهونزا، وكتب في يومياته في 20 ديسمبر 1891:

أنا أكتب هذا في ثول. لقد كان يومًا حقيقيًا للنجاح. ثلاثون طلقة من كل فرقة عرضت على التلال هذا الصباح، وأطلقنا النار على السندرات بدقة لدرجة أنه بالكاد استطاعوا إطلاق النار.
في 4 مايو 1893، غادر تاونسند لتولي قيادة حصن في جوبيس، وكتب إلى صديقة في لندن:

هذا هو المكان الأكثر فظاعة. أنت لم تر مثل هذه الصحراء. ما عليك سوى معرفة ما إذا كان يمكنك العثور عليها على الخريطة. ومن شمال جيلجيت. ومع ذلك، فأنا أعلم أنك لن تجده أبداً، ولا يهم كثيراً، ولكن هنا أنا ملتصق ببعض القوات ".

في عام 1894، أثناء قيادته للقلعة المبنية حديثًا في جوبيس، كان يستمتع بزيارة جورج كرزون الزائر، "من خلال أمسية طويلة مع أغاني فرنسية لمرافقة البانجو"." في Fort Gupis، قام Francophile Townshend بتزيين الجدران الداخلية للقلعة مع الرسوم التوضيحية التي تُعلن عن أحدث المسرحيات المشهورة في باريس. في يناير 1895، تم إرساله إلى الشمال من شيترال، وهي بلدة نائية في أقصى شمال الهند تقريبًا على الحدود مع الإمبراطورية الروسية فيما يعرف الآن باسم باكستان في منطقة تعرف باسم "سقف العالم" لارتفاعها الشديد.
جعل تاونشند اسمه في إنجلترا كبطل إمبراطوري بريطاني بمساعدة من تغطية فليت ستريت في لندن لسلوكه كقائد للحامية المحاصرة خلال حصار قلعة شيترال على الحدود الشمالية الغربية في عام 1895، والذي تم استثماره فيه رفيق من وسام الحمام (سي بي). تضم الحدود الشمالية الغربية للهند ما هو الآن «الأراضي الوعرة» التي تشكل الحدود بين باكستان وأفغانستان الحالية، وهي منطقة نائية ومتخلفة تحول دونها قبائل التلال البشتونية المسلمة التي كانت في حالة دائمة أكثر أو أقل. حرب على مستوى منخفض مع القبائل على الجانب البريطاني من الحدود، باستمرار ثورة ضد سلطة راج تحت راية الجهاد، في حين كان المغيرون من أفغانستان يعبرون إلى الجهاد ضد الكفار البريطانيين. تألفت مستعمرة التاج البريطاني في الهند كل ما أصبح منذ ذلك الحين الهند وباكستان وبنغلادش. لم يسيطر البريطانيون بشكل كامل على الحدود الشمالية الغربية، وفي الفترة من 2 مارس إلى 20 أبريل 1895 تم محاصرة قوة هندية تحت قيادة النقيب تاونسند لإبقاء الحاكم الصديق في شيترال النائية بدلاً من رجال القبائل المحليين. بعد هزيمتهم من قبل رجال القبائل في أعقاب محاولة اقتحام القرية، على الرغم من تفوقهم على العدد، أمرت تاونشند بالانسحاب إلى الحصن، مكتوبة:

كان لدينا طريق طويل لنقطعه؛ ومن جميع القرى عندما اقتربنا من شيترال تم طردنا من البساتين والمنازل إلى اليمين واليسار والأمام والخلف! كان الظلام مظلما. ورأيت أنه لا يوجد شيء من أجله سوى أن يضاعف أو لن يصل أي منا إلى الحصن على قيد الحياة، وهذا ما فعلناه.

أثناء الحصار، قام بتزيين غرفته بأحدث ملصقات الفن الحديث من باريس للترويج للمسرحيات الحالية. في 24 مارس 1895، كتب تاونسند في مذكراته: "المطر الناقص. لا يوجد شيء للخيول لتناول الطعام، لذلك نحن نأكل الخيول". " بعد حصار دام ستة وأربعين يومًا من قبل رجال قبائل الهونزا المسلمين، قام الكابتن فنتون أيلمر بإعفاء القلعة، وعاد تاونسند إلى بريطانيا بطلاً قومياً. فقد زاد عدد أفراد قوته من الجنود الهنود الذين يفوق عددهم مئات من الجنود الهنود خلال الحصار من بريقه البطولي.
لدى عودته إلى لندن، تناول تاونسند العشاء مع الملكة فيكتوريا في قصر باكنغهام، الذي شكره علنا باعتباره بطلا للحملة الأخيرة، وهي تجربة ساعدت على زيادة حجم غروره الحقيقي. بعد ذلك، تم استثماره شخصيًا من قبل الملكة كأكثر وسام فخامة للحمام من قبل الملكة فيكتوريا، والذي كان شرفًا نادرًا لكابتن الجيش الهندي. سمحت له شهرته بتكوين صداقات مع المجموعتين الاجتماعيتين اللتين حظيت بمشاعرهما - الأرستقراطية والممثلين، وخاصة نجوم مسرح ويست إند المسرحي. زار العائلة التي استأجرت حديقة الكرات من عائلة تاونشيند، مما دفعه إلى الكتابة في مذكراته:

كان فيليبس لطيفًا جدًا معي، وقضيت جميع أيام الأحد في الذهاب إلى المنزل والأراضي. إنه لأمر محزن للغاية أن نفكر في كل شيء. لا يمكن لعائلة قديمة رائعة مثل لطفنا، ولورد تاونشند، تحمل تكاليف العيش في قاعة رينهام في نورفولك، التي تُترك للسير إدموند لاكون، أو في منتزه بولز، دعها للسيد فيليبس. ومن ما سمعته من اللورد سانت ليفان في اليوم الآخر، سيكون من الضروري بيع لعبة Balls Park ومعظم الأراضي في Raynham أيضًا. للتفكير في الأمر كله، وفي القرن الماضي، لم تكن هناك أسرة أقوى من عائلتنا.... أتساءل عما إذا كنت سأكون وسيلة لاستعادة بعض من هيبة العائلة القديمة.

مؤرخ عسكري هواة حريص على دراسة الجدوى العسكرية على محمل الجد، طور تاونسند مجموعة من الأفكار حول «مبدأ قوة القوة»، «مبدأ الكتلة» و «تبني المبادئ النابليونية من قبل مولتك»، التي يعتقد أنها تضمن النصر لأي جنرال يتبعهم.
كان أحد المفكرين العسكريين والفرانكوفيلي، أحد الضباط البريطانيين القلائل الذين درسوا قبل عام 1914 كتابات فرديناند فوش، التي كانت تعتبر في ذلك الوقت المفكر العسكري الأول في فرنسا وعبر فوش، وقد اكتشف كتابات الجنرال كارل فون كلاوسويتز. وصفه المؤرخ البريطاني هي ستراكان بذلك:

كان تاونزند رجل مثقف. تزوج من زوجة فرنسية، وكان مولعا جدا بكل شيء فرنسي، ورأى ذلك كجزء من شخصيته. وبطرق عديدة، لا يعتبر ذلك ضابطًا عسكريًا نموذجيًا في ذلك اليوم، وهو سبب آخر لظهوره بشكل طفيف خارج التيار الرئيسي المحترف. في الواقع، لم يكن رجلًا مريحًا من وجهة نظر الآخرين في الفوضى.
وجد العديد من الضباط المفكرين الفرانكوفيليين «ألفونس» تاونسند رجلًا صعبًا في التعامل معه، لكن «تاونسند» الكاريزمي كان يتمتع بشعبية كبيرة لدى الجنود الذين كان يقودهم، بريطانيًا وهنديًا. جعل نفسه يحظى بشعبية مع رجاله من خلال اللعب على البانجو، وغناء أغاني فرنسية فاحشة صريحة جنسيًا باللغتين الفرنسية والإنجليزية.
كان ملتزماً بالجيش المصري البريطاني، وكضابط قيادي في الكتيبة الثانية عشرة السودانية، حارب في السودان في معركة عطبرة ومعركة أم درمان في عام 1898، والذي حصل من أجله على وسام الخدمة المتميزة. في يناير 1896، تلقى رسالة من هربرت كيتشنر، الذي كتب أنه يريد منه أن يخدم تحت قيادته في مصر، والذي كان بمثابة مقياس للشهرة تاونشند أن الجنرال سيطلب من مجرد قائد لا حتى تحت قيادته. لتولي مسؤولية إحدى كتائبه. خلال المعارك مع الأصولي الإسلامي أنصار السودان في الفترة من 1896 إلى 1899، وبلغت ذروتها في أم درمان، تمت ترقيته من قبل كيتشنر إلى الكبرى، وتم ذكره في رسائل الشجاعة الرائعة للمرة الرابعة والخامسة. وكشفت قيادة الكتيبة الثانية عشرة السودانية عن المواقف المتناقضة التي كان يمسك بها تجاه الشعوب غير البيضاء، مما أدى إلى تناقض رعايته مع رجاله وافتخاره الكبير بإنجازاتهم مع افتراض التفوق التلقائي للبريطانيين على أي شخص غير أبيض، ولم يفعل ذلك. تتردد في لوم إخفاقات رجاله على لون بشرتهم. في 7 مارس 1896، وصف رجال الكتيبة الثانية عشرة السودانية على النحو التالي: "أنا مسرور جدا من اللياقة البدنية للرجال. هم بخير السود ضخم، ومعظمهم طويل القامة. شعرت صغيرة جدا تفتيشهم... شعرت كان لدي ضربة حظ في الحصول على قيادة هذا الفوج "." في 5 يونيو 1896، صادف أنصار الأنصار لأول مرة، الذين أطلق عليهم البريطانيون "الدراويش" في معركة فركه. هزم كيتشنر الأنصار وكتبت تاونشند عن المعركة في مذكراته:

وفجأة أرسل بيرن مردوخ سيارته إلى المكان ليقول إن أعداد الدراويش كانت على وشك أن تندلع على يميننا، حيث ذهبت المدافع، وأمرني بالمضي قدما هناك ورأسها مرة أخرى. أخذت شركتين معي في المزدوجة... عندما تصدرنا الصعود الذي انتشرت فيه أثناء التنقل، انتقلت إلى الصف، ثم رأيت الدراويش في مجموعات بيضاء يخرجون من نالاه في الصخور الأمامية، لكن من الواضح أنهم يترددون. صببت نارا ساخنة عليهم، وهربوا يمينا ويسارا. كان العرض قد انتهى... استقل السردار [كيتشنر] حوالي الساعة التاسعة صباحاً. كان سعيدًا للغاية وتحدث معه لبعض الوقت.... بلغت إصاباتنا 100 قتيل وجريح، والدرويش إلى حوالي 1200. إجراء حساب تقريبي، كان هناك حوالي 2500 من الدراويش في Firkhet، وكنا ما لا يقل عن 9000 رجل مع البنادق والذخيرة الجيدة وماكسيم.
وإلى جانب قتال الأنصار، أمضى تاونشيند وقته في تحسين فكرته الفرنسية، وقراءة كتب التاريخ العسكري والروايات الفرنسية، وتعلم اللغة العربية وتدريب جنوده السودانيين عندما لا يسلمونهم ببانجو.
كانت السنوات من عام 1896 وحتى عام 1898 بعض الأوقات المزدحمة في تاونشند، حيث أمضى نصف وقته في محاربة جماعة الأنصار في السودان والنصف الآخر من الرومانسيين الأرستقراطيين أليس كاهان دانفر الذين التقاهم للمرة الأولى في الأقصر أثناء زيارتهم الأطلال المصرية في 19 فبراير 1897، والذين أعادهم إلى القاهرة. في 22 يونيو 1897، كتب تاونسند في مذكراته في منصبه في السودان:

خطاب Comtesse D'Anvers هو أحلى ما رأيته في حياتي. تكتب كأم لي. لم يسبق لي أن لمست مثل هذا. هي وابنتها أليس هي أفضل الأصدقاء لدي، وأتطلع فقط إلى الوقت الذي أتمكن فيه من العودة إلى المنزل ورؤيتهم مرة أخرى. 

في 10 سبتمبر 1897، كتب تاونسند في مذكراته:

هذا المساء أعطيت الترفيه للكتيبة. هذا هو نوع كبير من العروض التي دعا إليها السودانيون "Darluka". يتم إعطاء الكثير من «البوزا» أو البيرة السودانية، والجميع ظهر في الأحياء السودانية 12th في 6.30. لقد دفعت معهما العقيد لويس ودفعتهما بعد الفوضى. رقصت جميع القبائل إلى موسيقى توم توم ومرافقة الغناء في الوقت المناسب.... في النهاية، أصبحوا جميعًا سكرانًا [رجالًا ونساء] وتخلوا عن أنفسهم إلى العربدة الأكثر شراسة. كنت حذرا وغادرت المشهد في وقت مبكر.... الشياطين الفقراء، لماذا لا يروقون أنفسهم في طريقتهم الخاصة؟ وبعد كل شيء، كما قال السير ريتشارد بيرتون، والأخلاق هي إلى حد كبير مسألة الجغرافيا.
خواطر كاهن دانفرس لم تأخذ سوى جزء من وقته حيث كان تونشند غالباً ما وجد في معركة شرسة مع الأنصار أثناء كتابته عن معركة عطبرة في 8 أبريل 1898 والتي:

بالتناوب وإطلاق النار إلى الأمام، اقتربت بسرعة من موقف الدراويش. كان الرجال يسقطون بسرعة كبيرة.... كنت أقود كل من استعجلت نفسي، وأنا أسمع «وقف إطلاق النار» على صفارتي، وهو ما كان يطيعه الرجال جيداً. ثم تحطمت من خلال الرتب، قادت الكتيبة حوالي ثلاثين ياردة، الرجال يتابعون بشكل ممتاز.... كان الكثير من الرجال يطلقون النار فيما اتصلت بالـ 12 لتوجيه الاتهام إليهم. اقتحموا اندفاعا مع هتافات ونحن اجتاحت zareeba. كيف لم أضرب لا أعرف.
كان كتشنر مصمماً على أن يكون له خط سكة حديدية، فالمراكب الموجودة على نهر النيل هي التي تزود جيشه عندما تقدم إلى السودان، وكلفت بنائه إلى شركة سكة حديد كندية، السير بيرسي جيروارد. عندما قامت جيروارد ببناء خط السكة الحديد من القاهرة لتزويد جيش كيتشنر بالقدرات المتقدمة في الخرطوم، كان لدى تاونسند وقتًا للإجازات. في 8 مايو 1898 أثناء زيارته إلى باريس، كتب تاونسند عن آخر لقاء له مع كاهن د انفرز:

في النهاية كنا معا. كنت أحب لفترة طويلة أليس Cahen D'Anvers وتحب لي. قبل مأدبة الغداء، وبينما كنا نتطلع إلى حريق السجل في المكتبة، أخبرتها بأنني إذا غادرت السودان مباشرة بعد أن اعتمدت عليها الخرطوم. إذا كانت ستتزوجني فسأتركها مباشرة بعد أن أخذنا الخرطوم. ثم قالت: «إذا كان الأمر يعتمد علي فلن تبقى في السودان طويلاً.» وجهتها إلى وقبلتها، وضع ذراعي حول عنقها العزيز. كان الأمر يستحق الانتظار، وكل ما كنت قد عانيت منه في العام الماضي، ليتم مكافأتي على هذا المنوال.

بعد ذلك بوقت قصير، عاد إلى السودان لاستئناف معاركه مع الأنصار. فيما يتعلق كيتشنر، كتب:

أنا أعظم الإعجاب من Sirdar كمنظم، الأول من يومه، في أي حال بالنسبة لمصر. وقد أعاد رسم الخريطة من حلفا إلى الخرطوم، وألقى باباً مفتوحاً واسعاً أمام أسرار وسط أفريقيا والبحيرات.... مع كل هذا، لا أعتقد أنه هو الرجل لقيادة جيش في هذا المجال. إنه ليس قائدًا للرجال، مثل السير ريدفيرز بولر، على سبيل المثال.

في معركة أم درمان، كتب تاونسند:

بدأت جماهير العدو تندفع وتهتف، ويقودها الأمراء بأعلام كما يراه أحدهم مع باثان على الحدود الشمالية الغربية للهند. لقد بدأت الآن في التفكير أنه لن ينتظر حتى تصل هذه الكتلة إلى ما هو أبعد من ذلك، لذا غنت للعديد من المشاهد على بعد 600 ياردة، ثم افتتحت بنيران مستقلة ثقيلة، وفي وقت قصير كان خطنا دخانًا وقذيفة لا تنتهي من بنادق مارتيني. دخل العدو حتى وصلوا إلى 400 ياردة، ويبدو أنهم دخلوا إلى مطر من الرصاص. ضربهم عاصفة قاتلة، وجمعوا في أكوام، وسرعان ما وقفوا في مجموعات تحت سلطة مارتن مارتيني. رأيت رجلاً شجاعاً يقودهم بعلم كبير (عندي علمه)، لم أر أبداً أي شجاعة. لوحده دخل إلى الأمام، حتى وصل إلى حوالي 150 ياردة منا، ثم سقط هو وعلمه كقطعة من الورقة البيضاء المتشققة على الأرض، ووضعوا بلا حراك.
بعد الهزيمة المدمرة للإنصار، كما بدا تاونشند على ساحة المعركة مليئة بالآلاف والآلاف من القتلى أنصار، وكتب في مذكراته، «أعتقد أن غوردون قد انتقم الآن». انتهى أخيرا أسلوب حياة الاستهتار الخاص بـتاونسند عندما تزوج في سن السابعة والثلاثين، والتي كانت متأخرة بمعايير العصر. بعد أم درمان، ذهب إلى فرنسا وفي 22 نوفمبر 1898 تزوجت أليس كاهن دانفر في احتفال كنيسة إنجلترا في شاتو دي شامب، على الرغم من أنها كانت يهودية. كان كاهن دانفر ابنة الأرستقراطيين الفرنسيين تحت حكم نابليون الثالث، وكونت كاهن دانفيرس وكومتسي كاهن دانفر، الذي كان يمتلك عزبة جميلة، شاتو دي شامب، الذي كان يقع في الريف الفرنسي بالقرب من باريس، حيث بقيت تاونسند في كثير من الأحيان. اعتبر تاونسند Château de Champs كأفضل بديل لقاعة Raynham، التي كان يأمل في أن يرثها في يوم من الأيام شريطة أن يكون قد ربح ما يكفي من المجد العسكري لكي يتركه Raynham Hall في وصيته. عندما كان واجبه لا يأخذه في جميع أنحاء الإمبراطورية، فضل العيش في Château de Champs، وهو المكان الذي كان يحبه بعمق. كان لتاونسند طفل واحد فقط، ابنة تدعى أودري.
في هذا الوقت، بدأ تاونشند في المبالغة في توزيع الورق له وإبعاد رؤسائه. عندما تعرف ونستون تشرشل - الذي كان يعرفه جيدا في السودان - طلب منه قراءة مسودة مبكرة من كتابه «حرب النهر» عام 1899، هاجم تاونشند في مذكراته حلفاء مثل السير هيربرت كيتشنر، السيرأرشيبالد هنتر وهكتور ماكدونالد، ويعرف أيضًا باسم "Fighting Mac"، حيث أن الجميع «يتمتعون بسمعة كبيرة - ربما أكبر من قدرتهم». بعد أم درمان، استقال تاونشند من الجيش المصري لتولي منصبه في ولاية البنجاب، لكنه رفض الوظيفة بعد ذلك، لأنه أراد قيادة في جنوب أفريقيا، يكتب إلى كل من ريدفيرز بولر والسير إيفلين وود، يطلب أن يكون أرسلت إلى جنوب أفريقيا، حيث كانت العلاقات مع ترانسفال تتراجع وكان يعتقد أن الحرب محتملة. بعد أن تعلم أن بولر وود لم يكن قادرين أو راغبين في القيام بذلك، وصل توونشند إلى الهند لأخذ قيادة الموظفين في البنجاب، فقط لتعلم أن المنصب قد تم ملؤه بالفعل، لأنه رفض ذلك. ذهب بعد ذلك لمقابلة نائب الملك لورد كرزون، الذي أعطاه بعد ذلك وظيفة الموظفين بعد كل شيء. بعد ذلك بفترة وجيزة، توفي الماركيز الخامس وطلب تاونشند إجازة للذهاب إلى إنجلترا لتسوية شؤون عائلة تاونسند، الأمر الذي أزعج كرزون بشكل كبير لأن هذا الغياب الطويل ترك وظيفة الموظفين في البنجاب فارغة مرة أخرى.
بدأت حرب البوير الثانية في أكتوبر عام 1899، وغادر تاونسند إنجلترا للذهاب إلى جنوب أفريقيا، وهو ما يعد انتهاكا للقواعد، حيث كان يشغل لجنة الجيش الهندي في ذلك الوقت وكان يجب أن يعود إلى الهند. وحتى من خلال أنه لم يكن من المفترض أن يكون في جنوب إفريقيا على الإطلاق، فقد تمكن من تأمين نفسه لقيادة الحرب. غادر تاونسند ساوثامبتون على متن السفينة إس إس أرمينية في أوائل فبراير 1900، وأعلن بعد بضعة أيام أنه «تم اختياره للعمل في الخدمة الخاصة في جنوب أفريقيا». تم تعيينه مساعدًا مساعدًا عامًا لموظفي الحاكم العسكري في الولاية الحرة البرتقالية في عام 1900، ثم تم نقله إلى Fusiliers الملكية في وقت لاحق من ذلك العام.
بعد الضغط على مكتب الحرب للحصول على ترقية وقيادة في الجيش البريطاني، حصل على وظيفة من الموظفين في فوج بدفوردشير، مما أدى إلى كتابته أن فوج بيدفوردشاير لم يكن مرموقًا بما فيه الكفاية له، وما كان يريده موقف في الحرس الايرلندي. بعد الكثير من الضغط من جانبه، أعطاه مكتب الحرب منشوراً مع رويال فوسيليرس بدلاً من ذلك.
لم يكن وقته مع رويال فيوسيليرس سعيدًا كما حارب تاونسند باستمرار مع ضابطه القائد، وكتب سلسلة طويلة من الرسائل إلى مكتب الحرب طالبين منها الترويج والترقية إلى فوج أكثر رقيًا، أجاب أنه قد تلقى بالفعل ما يكفي. مما يعكس عدم رضاه عن رويال فيوزليرز، تلقى تونشيند إجازة للقيام بزيارة مطولة لكندا في عام 1902.
كان من المفترض أن يكون بحثًا عن طرق غزو محتملة قد تغزو بها الولايات المتحدة كندا، الأمر الذي دفعه إلى السفر على طول كندا وأنفاسها، لكن معظم وقته قضى في مقاطعة كيبيك بحثًا عن دور سلفه الشهير، جورج تاونسند، أول مركيز تاونسند، في قتال الفرنسيين في حرب السنوات السبع لسيرة كان يكتبها.
في عام 1903، تم إرسال تاونسند إلى بورما. بعد وصوله إلى رانغون في 6 أبريل 1903، كتب تاونسند:

كنا في مرساة في النهر في رانجون في الساعة 9 صباحا، وبعد ساعتين من حيل القرد و chinoiserie حول عمليات التفتيش الطاعجة من قبل طبيب الميناء، سمح للباخر للذهاب إلى جانب الرصيف.... لقد سحبتني أليس بالطبع لرؤية الباغودا العظيمة لـ Shive Dagon وغيرها من الباغودات؛ والأسواق البورمية والصينية والهندية والبرتغالية وأحياء المدينة. أنا أحب نظرة البورميين، البنات المبنية بشكل جيد، والعديد منهم بالتأكيد وسيم وجميل الصنع، مع شعر أسود لامع.

في عام 1904، عاد تاونسند إلى الهند، حيث أزعج كيتشنر بطلبات متكررة بأن يتلقى قيادة فوج. تم ترقيته إلى رتبة عقيد في عام 1904، وأصبح ملحقًا عسكريًا في باريس في عام 1905 ثم نُقل إلى مشاة الملك في شروبشاير الخفيفة في عام 1906. وذهب ليكون مساعدًا مساعدًا للقسم التاسع في الهند في عام 1907 وقائدًا منطقة مستعمرة نهر أورانج في جنوب أفريقيا في عام 1908. وباعتباره ضابطًا قياديًا في مستعمرة نهر أورانج، عاشت تاونسند في بلومفونتين، حيث أثارت زوجته إحساسًا عن طريق جلب السحر والأناقة الفرنسية إلى مكان تلبس فيه النساء الأفريكانيات أسلوب بسيط ومتواضع يتناسب مع الكالفينيين الجيدين. كانت مهمة تاونشند في بلومفونتين سياسية بقدر ما خططت بريطانيا لتوحيد الترانسفال ومستعمرة نهر أورانج وناتال ومستعمرة كيب إلى سيطرة جديدة تسمى جنوب أفريقيا، وكان عليه أن يساعد في ضمان أن الخنازير المهزومة كانوا يقبلون أن يكونوا جزءًا من الإمبراطورية البريطانية. تم ترقيته إلى رتبة عميد عام في عام 1909، وعميد عام في عام 1911، وتم تعيين تاونشند في منصب المسؤول العام لقيادة فرقة أنجليش الشرقية في عام 1911، قائد لواء جهانزي في الهند في عام 1913، وقائد لواء روالبندي في الهند في وقت لاحق من ذلك العام.
في 4 مايو 1911 خلال زيارة إلى باريس، التقى تاونسند مع فوش، الذي كان ينتقد السياسة البريطانية تجاه أوروبا، محذرا من أن ألمانيا كانت تهيمن على العالم وكانت بريطانيا مستعدة لاتخاذ موقف أم لا؟ كتب تاونسند في مذكراته:

سألني جنرال فوش إذا كنت أعرف عدد فيالق الجيش التي سيضعها الألمان في الخط. هل فكرت إنجلترا في ضم بلجيكا ومجلس بحارٍ بالارتباك؟ كانت تلك حالة يجب أن تتقاتل فيها إنجلترا وفرنسا وبلجيكا من أجل الوجود. وقال: «نحن لا نريد أن نغزو: نريد أن نعيش وقد حان الوقت لفهم الجميع هذا».

اعتاد تاونسند على الضغط باستمرار على رؤسائه للترقية وتحويلاته المتكررة من مختلف الوحدات بينما كان يسعى إلى تسلق السلم الوظيفي حاول صبر الكثيرين، ومن المفارقات في الواقع أعاق مسيرته المهنية، حيث اكتسب سمعة كونه شيئًا من الذعر وشخص لم يبقى في فوج لفترة طويلة. في عام 1914، طلب أن يتم منحه قيادة على الجبهة الغربية وتم رفضه.
بعد بدء الحرب العالمية الأولى، حاول الألمان جاهدين إثارة تمرد في الهند. في نوفمبر 1914، دخلت الإمبراطورية العثمانية الحرب، وأصدر السلطان - الخليفة إعلان الجهاد يحث المسلمين في كل مكان على محاربة بريطانيا وفرنسا وروسيا. في هذا السياق، كان راج يشعر بقلق بالغ إزاء احتمال تمرد الجنود الهنود، وقد ترتفع القبائل على الحدود الشمالية الغربية. تاونسند كرجل أثبت أنه قادر على قيادة الهنود بنجاح وكأحد يعرف جيدا الحدود الشمالية الغربية كان يجري الاحتفاظ به في الهند في حالة من المتاعب، إلى حد كبير من غضبه الخاص كما يريد يائسا للذهاب للانضمام البريطانية القوة الاستطلاعية.

في ربيع عام 1915، رُقي تاونسند إلى رتبة اللواء وعُيِّن في قيادة الفرقة السادسة (بونا) في بلاد ما بين النهرين، المكلفة بحماية أصول إنتاج النفط في الإمبراطورية البريطانية في بلاد فارس من الهجوم الإمبراطوري العثماني. وصل إلى البصرة من الهند في أبريل لتولي قيادة الشعبة. بينما أبحر دجلة في باخرة تدعى دواركا، غالباً ما كتب تاونسند في يومياته عن بيليساريوس، «الجنرال الروماني الذي أعطى آخر وميض المجد للإمبراطورية الشرقية المنتهية» بقهر بلاد ما بين النهرين من الفرس في عام 541، على الذهاب للكتابة: «من يدري أنني لن تصبح في نهاية المطاف حاكما لبلاد ما بين النهرين؟».

وقد تعلم تاونسند من الاستطلاع الجوي أن نور الدين باشا قد حفر في حوالي 8000 من المشاة الأتراك من الأناضول وحوالي 3,000 عربي تم تجنيدهم محلياً. دعت خطط تاونسند للقوة الدنيا (العمود B) لمهاجمة قوي موقف عثماني، في حين كان كتلة المبدأ (العمود A) يطوق الموقف العثماني والهجوم من الخلف. في الكوت، أرسل «قداس المبدأ» عند نقطة ضعف في الخطوط العثمانية، فقط للجنرال هوجتون، الذي كان يقود «قداس المبدأ»، ليضيع في الصحراء خلال الليل. قوة من الفوج والكلي كان الهجوم المضاد العثماني، الذي اقترب في بعض الأحيان من سحق القوة الأنجلو-هندية. كتب تاونسند في وقت لاحق ذلك، «وعليه نقطة كاملة من الكتلة على أضعف نقطة للعدو، واقترب من أن يكلفنا المعركة». في مواجهة الكارثة، جاء «حظ تاونسند» للعب: الجنرال هوجتون وجد أخت المعسكر العثماني وهاجم من الخلف، مما يجعل إلى القوات العسكرية العثمانية. ذهب جنود السيخ في ولاية البنجاب وقد القوات الأنجلو-هندية قد تكبدت خسائر فادحة في الكوت شهادة أن تاونسند لم تستجب. خسر 1,229 قتيلًا وجريحًا، وبأحد الصّبورُ المريض، كان معظم الجرحى يموتون في الأيام التالية. جذبت رائحة لحم الجرحى والفضلات البشرية، بالإضافة إلى عدم وجود خيام لإيواء الجرحى (الذين تركوا للاكتفاء في العراء)، جحافل كبيرة من الذباب الذي عذب الجنود الجرحى الذين يموتون بلا رحمة. كان هناك مثل هذا النقص في الجبائر لعلاج الأراضي المحظورة.
بعد فوزه، أصدر تاونسند بيانًا صحفيًا مدمرًا زعم فيه أن «معصوم في الجيش!». بعد ذلك، تم توسيع أهداف الهجوم لتشمل بلدة كوت العمارة 28 سبتمبر 1915. وقد تم انتقم الممر المنتصر للحملة بتغطية كبيرة في صحافة الإمبراطورية البريطانية، التي شجعت عليها حكومة بريطانية متلهفة لأخبار الحرب الجبهة الغربية وفي غاليبولي. ذكر ستراكان في مقابلة عام 2000:

تحقيق تاونسند في الجزء الأخير من سلسلة ما من النجاحات. وكان من المتوقع أن يخترق الدفاعات التركية وسيطر على بلدة العمارة، ومع ذلك لم يكن يتنفس من قبل. لقد كانقدًا وجريئًا جدًا وخلاقًا للغاية، وبالطبع في عام 1915 في أي مكان آخر في العالم الأول كان نجاحًا مذهلاً مماثلاً، إنه أصبح تاونسند طوال الليل إحساسًا بريطانيًا. هل هناك نجاح؟

كان تاونسند قد أعجب بنبأ أن المارشال كولمار فون دير غولتس كان قد أرسل أن لإصلاحه، ليس أقلها لأن غولتس كان مؤرخًا عسكريًا محترمًا جدًا اعتبره متساوٍ، على عكس الضباط العثمانيين الذين احتجزهم. كان أنور باشا قد أرسل رسالة غولتس في المقام الأول لاستكمالها في العراق. أراد طموح «تاونسند» أن يتم ترقيته إلى رتبة جنرال وأن يكون له قيادة فيلق، وكان يعتقد أن أخذ بغداد هو أفضل بالسيارة النهائية الاثنين. كان بطلة الفرانكوفيل هو نابليون، وذكر بعض زملائه أنه طور «بعض مراوغات وسلوكيات القنصل الأول». وبحلول هذه المرحلة من الحملة، كان يعتقد أنه يستطيع الفوز بما يكفي من الانتصارات الجريئة «النابليونية» التي من شأنها أن تجعل قائد الجيش البريطاني في نهاية المطاف. وعلق أحد الضباط الذين عرفوه بأنه «شركة ممتازة عندما عرفتني».
عند هذه النقطة، اقتراح تاونسند في كوت العمارة تجميع القوة في الرجال والمواد قبل تطوير التقدم على مدينة بغداد، لكن الجنرال نيكسون كان مقتنعا في ذلك عرض أكثر من كافه. أفاد تاونسند، «هذه القوات من أجل متعبة وذيولها لا ترتفع، ولكن أقل قليلا». كان فوج دورست منخفضًا إلى 297 رجلًا فقط ممن يتعامل مع القتال، قلق عن قلقه بشأن جودة البدائل الهندية التي يتم إرسالها إليه. وطالب دائمًا أن يزوده نيكسون بفرقتين من بغداد، لكن لم يطلب من نيكسون أن يفعل شيئًا لأغراض خدماته اللوجستية، التي تكون أكثر ضعفاً مع تقدمه بعيداً عن البصرة. نظرًا لمشكلاته في العرض، وفرض مطالبه بشكل عام في البصرة. أخبر تاونسند نيكسون أنه بحاجة إلى قسم آخر على الأقل لأخذ بغداد، ومن ثم عرض ترويجي لقيادة السلك الجديد الذي رفضه نيكسون لأسباب لا بسبب الخدمات اللوجستية.
أعلنت الخلافة العثمانية الجهاد ضد الإمبراطورية البريطانية في نوفمبر 1914، وبحلول عام 1915، كان هناك استياء خطير بين الجنود المسلمين الهنود الذين كانوا غير راضين للغاية عن محاربة المسلمين العثمانيين نيابة عن البريطانيين. على النقيض من ذلك، بقي الجنود الهندوس والسيخ الموالين للبريطانيين. بحلول خريف عام 1915، واجهت تاونشند مع تزايد الفرار من قبل قواته المسلمة الهندية التي أرسلت كل جنوده المسلمين، الذين يبلغ عددهم حوالي 1000 إلى البصرة، قائلين إن المسلمين الهنود يفضلون الصحراوية أكثر من محاربتهم من المسلمين الآخرين (ومع ذلك، احتفظت تاونسند بالمسلمين الذين يعملون كمسلمين). اشتكى المسلمون الهنود من أنه من الكفر أنه من المتوقع أن يقاتلوا بالقرب من قبر سلمان باك، حلاق النبي محمد، ويفضلون أن يسقطوا إلى العدو (على الرغم من أن العثمانيين لم يكونوا مضطربين من احتمال القتال). بالقرب من قبر سلمان باك. طلب تاونسند أن يقوم نيكسون بإرسال جميع الجنود البريطانيين الذين يعملون في الشرطة والكتبة والبعوضين في البصرة إلى الأمام لتحل محل تاونزن الهندي المسلم الذي كان قد أرسله بعيداً عن الجبهة، وهو طلب رفضه نيكسون. كانت لعلاقات بين نيكسون وتاونسند سيئة للغاية، وخرج نيكسون من طريقه لجعل الأمور صعبة على تاونسند. وبحلول ذلك الوقت، تقدمت تاونسند على بعد أكثر من 500 ميل إلى أعلى نهر دجلة، وكان في نهاية خط إمداد طويل غير مستقر امتد أكثر وأكثر مع استمراره في الوصول إلى النهر. تم جلب الإمدادات من البصرة في الماهيلز، وهو نوع من القوارب الشراعية العربية ذات الأشرعة الضخمة التي تتحرك ببطء شديد في أفضل الأوقات. وهناك مشكلة أخرى للقوات الأنجلو-هندية تتمثل في عدم وجود سفن المستشفيات لعلاج الجرحى والمرضى، وبحلول خريف عام 1915، كان المرض قد عجز الكثير من القوات الأنجلو-هندية. في رسالة إلى صديقه في مكتب الحرب، كتب تاونسند: «بالتأكيد ليس لدينا قوات كافية للتأكد من أخذ بغداد، والتي أخشى أن تكون محصنة...» وحذرنا من التراجع من بغداد سيعني «تصاعد فوري لعرب البلد كله وراءنا»، مضيفًا أن الفرس والأفغان سوف يكتسحون على الأرجح من قبل الدعاية الإسلامية العثمانية للانضمام إلى الجهاد ضد الحلفاء. كتب تاونسند: «يجب أن نحمل ما كنا قد حصلنا عليه ولم نعد بعد الآن... كل هذه العمليات الهجومية في المسارح الثانوية هي أخطاء مخيفة في الإستراتيجية: الدردنيل، مصر، بلاد ما بين النهرين، شرق إفريقيا!». اعتقدت توونشند أن المسرح الرئيسي للحرب هو الذي سيحدد نتائجها في العمليات في فرنسا وفلاندرز، ويعتقد أن بريطانيا يجب أن تركز قوتها في أوروبا، مشيرة إلى أنه إذا هُزمت ألمانيا، فإن الحرب ستكون فازت، لكن إذا هُزمت الإمبراطورية العثمانية، لا يزال يتعين هزيمة ألمانيا. ومع ذلك، كتب «توشانياك تاونسند» في رسالة إلى زوجته «أليس» بعد 17 يومًا: «قلت لك، يا حبيبي، إنني كنت أريد فرصتي فقط! كان يجب أن تشاهد الجنود البريطانيين والهنود وهم يهتفونني وأنا أقف على المذنب. يجب أن تكون موهبة صنع الرجال (أعني الرجال الجنديين) تحبني وتتبعني، لم أكن أعرف سوى الفرقة السادسة لمدة ستة أشهر، وكانوا سيقتحمون أبواب الجحيم إذا قلت لهم».
بعد أن جادلوا بتمديد آخر للبعثة، وحصلوا على موافقة من الحكومة البريطانية، كان محامي تاونسند محكوما على نيكسون، وأمر بمواصلة التقدم على بغداد دون تعزيز. وعلاوة على ذلك، أصبح نهر دجلة ضحلاً للغاية بالنسبة للقوارب البحرية الملكية التي قدمت مثل هذا الدعم المفيد للحريق، وكان على تاونسند أن يفعل دون خدماته أثناء توجهه إلى بغداد. حتى من خلال تاونسند نصح ضد تقدم إضافي، سرعان ما بدأ عدوانه وطموحاته في الضغط عليه بطريقة أخرى، خاصة أنه لم يكن لديه سوى ازدراء للعدو. زعم تاونسند في حملتي في بلاد ما بين النهرين أنه كان يعارض التقدم في بغداد بعد تلقي أوامر من نيكسون، لكنه في ذلك الوقت لم يبد أي معارضة وكان كل شيء للتقدم إلى بغداد. في ذلك الوقت، أبلغ تاونسند عن مواجهة بعض المقاومة الشديدة من العثمانيين، لكنه توقع أن رجاله سوف يتقدمون بسرعة بمجرد أن يقتحموا البلد المفتوح، الذي قال إنه سيحدث قريبًا، مضيفًا أن KCB كان أعظم العسكريين. شرف من شأنه أن يرضي نفسه وعائلته. شُجِّع تاونسند في تفاؤله لأنه قلل بشكل خطير من أعداد العثمانيين، معتقدين أنه كان يواجه أقل من 10,000 عثماني عندما كان في الواقع يصعد ضد أكثر من 20,000 شخص. بعد تشابيل، ولوس وغاليبولي، كانت الحكومة تبحث عن يائس عن النجاح، وكان رئيس الوزراء إتش إتش أسكويث بعد رؤية تقدم تاونسند أكثر ميلاً للاعتقاد في تقريري نيكسون وتاونسند بأنهما سيأخذان بغداد قريباً، إقراره على أمل أن يأخذ بغداد آخر مرة إلى فوز حكومته. وباعتباره الجنرال المسؤول عن الحملة المنتصرة الوحيدة للحلفاء في خريف عام 1915، اكتسبت الحملة في بلاد ما بين النهرين قدرا كبيرا من اهتمام وسائل الإعلام التي تميل إلى المبالغة في أهمية أخذ بغداد، ومع الصحفيين كتابة المقالات التي تتنبأ في الخريف المقبل لبغداد وجد توونشند نفسه «يركب موجة» أنه «لا يستطيع النزول».
في 1 نوفمبر 1915 قادت تاونسند الفرقة السادسة (بونا) من كوت العمارة وسارت على مجرى نهر دجلة. تم الوصول إلى المدائن على بعد 25 ميلاً (40 كم) جنوب بغداد في 20 نوفمبر 1915. هنا التقوا بالقوة العثمانية لأكثر من عشرين ألف جندي كانت قد صدرت من بغداد لمعارضة نهجهم في المدينة، مما منحهم ميزة رقمية 2 إلى 1 على القسم 6 (بونا)، تقع ضمن تحصينات الخنادق الدفاعية جيدة الإعداد. كان لدى الجنرال نور الدين باشا قيادة أربعة أقسام، وهي 35 و 38 و 45 و 51 التي حفرها في الخنادق التي بنيت على أنقاض المدائن. في سابيس، كان هاجس تاونسند مع قوس سابيس ذكر ستراشان:

«إن مركز ساحة معركة سابيس هو القوس، ويظهر في جميع صور الجيش عندما وصلوا إلى هذه النقطة العالية من التقدم. وهو قوي للغاية بالنسبة لتاونسند، الطالب في التاريخ العسكري، لأن هذا يشير إلى في نهاية الإمبراطورية الرومانية، يشير هذا إلى النقطة التي وصل إليها بيليساريوس، القائد الروماني الشهير، في الاتجاه الآخر بالطبع، ولكن بالنسبة لأولئك الذين لديهم تعليم كلاسيكي، بالطبع، كان كل الضباط البريطانيين قد تلقوا من قبل الحرب العالمية الأولى، ثم هذه هي صورة قوية للغاية حقا».
قسم تاونسند قسمه إلى أربعة أعمدة. للعمود (أ)، كلف فوج دورست، والبنادق الـ 104 والكتائب المركبة الثلاثين التي ألحق بها شركتين من جورخا. إلى العمود ب، تعيين تاونزند فوج نورفولك، و 7 راجبوتس و 110 ماهراتاس. ذهب إلى العمود C مشاة أوكسفوردشاير الخفيفة، فوج البنجابي الثاني والعشرون، 103 مهراتاس و 119 مشاة. وفي النهاية انتقل العمود D إلى Lancer السابع، الفرسان السادس عشر، وثالث وثلاثون سلاح الفرسان و S من مدفعية الخيول الملكية. وصفت خطط تاونسند «كتلة المبدأ» إما بإلقاء الأتراك على نهر دجلة أو إجبارهم على رحلة كارثية عبر نهر ديالا، على بعد ستة أميال وراءها. كان العمود C يهاجم الجناح الأيمن لدريد باشا لصرف انتباهه بينما كانت «كتلة المبدأ» من الأعمدة A و B للهجوم على الجناح الأيسر من الخطوط العثمانية بينما كان العمود D يتجول حول المواقع العثمانية للهجوم من العمق. كان تاونسند في مزاج سيء بشكل ملحوظ قبل المعركة وكثير لصدمة خادمه بوغيس ضرب بوحشية كلبه سبوت عندما وجد بقعة محتضنة بجانب بوجي نائم. عندما سأل بوغيس: «ماذا تفعلين ذلك يا سيدي؟»، حصل على الرد: «لقد كان نائمًا معك! إنه كلبي وعليه أن يتعلم!». ذكر بوجيز لاحقا أن تاونسند كان «قاسيا قاسيا» تعامل مع رجاله بشكل أفضل من تعامله مع سبوت.

وعاد تاونسند إلى إنجلترا في عام 1919. وظهر الكثير من غضب تاونسند، إلا أن زوجته بالعزوز. طلب تاونسند ترقية كبيرة على حساب عمله الحربي ورُفض؛ فينيثل، أوضح الجيش أنه لم يكن هناك أي مهام في أي مكان في الإمبراطورية بأكملها. استقال من الجيش البريطاني في عام 1920 بعد أن أصبح واضحاً في مهنته، كان كتابه في بلاد ما بين النهرين (1920). في 24 مايو 1915، بعد تعلم «الجريمة العظمى» كما يطلق الأرمن على الإبادة الجماعية للأرمن أقسمت على أن «هذا الأمر» انتهى. وعد البريطانيون والفرنسيون والروسوير أنه موجه ضد الحرب، والفساد سيضعون القادة العثمانيين للحصول على الإبادة الجماعية للأرمن للمحاكمة على جرائم ضد الإنسانية. بعد الحرب، بذلت الحكومة البريطانية جهدا جادا بين 1919-1922 تنظيم محاكمات لقادة لجنة الاتحاد والتقدم للجرائم ضد الإنسانية وجرائم الحرب. على وجه الخصوص أراد البريطانيون تدريب الجنرال أنور باشا، طلعت باشا، والجنرال جمال باشا من أجل تقديمهم للمحاكمة. كان التركيز الرئيسي على المحاكمات المخططة هو الإبادة الجماعية للأرمن، لكن البريطانيين أصبح تاونسند أثناء ذلك معناه أن أنور باشا، وأوضحت أن سيشهد للدفاع؟ كما هو الحال، منعت السياسة المحاكمات من الحدوث من أي وقت مضى، ولكن رغبة تاونسند في الشهادة.
دخلت تاونسند السياسة، والوقوف كمرشح المحافظ المستقل (أي عدم دعم الحكومة الائتلافية لويد جورج)، وأنت في في الانتخابات الفرعية كعضو في البرلمان. ومع ذلك ظهرت تقارير ما بعد الحرب على مستوى التعقيد القوات تحت قيادته على أيدي الجيش التركي كسجناء حرب بعد أسرهم في سقوط كوت العمارة، لقد قطعت الآلاف في العثمانية. الكثير منهم تعرضوا للوحشية والقتل. المعلقين العسكريين والمؤرخين ما بعد الحرب كانت حاسمة على نحو متزايد من فشله في هزيمة قوة الإمبراطورية العثمانية في المدائن،[بحاجة لمصدر] وسلبيته بتاريخ وقت وفاته في عام 1924، كانت سمعته العسكرية تكمن في ظل النتيجة.[بحاجة لمصدر]

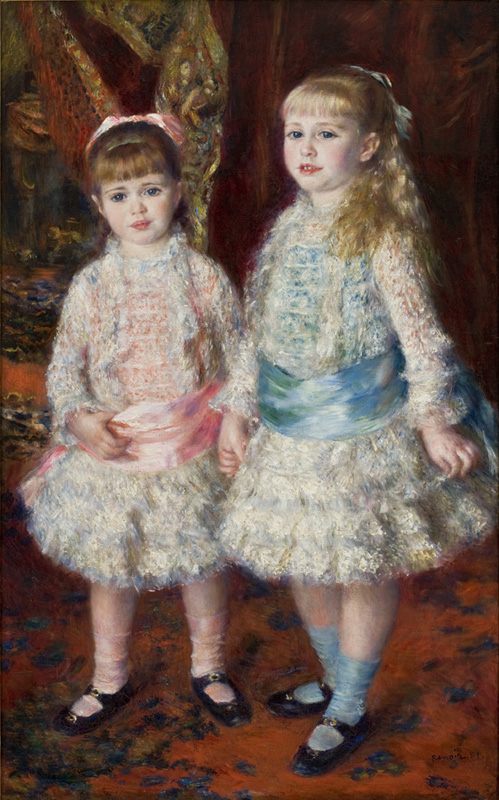
"الوردي والأزرق" {أليس على اليسار}

في 22 نوفمبر 1898، تزوجت تاونسند من أليس كاهن دانفر، ابنة لويس كاهن دانفر. وهي تشتهر وتوزيع طفلة بجانب شقيقتها في صورة رينوار 1881 «بينك آند بلو»، وهي واحدة من بين التي التي كلفها بها والدها. كان أحد ابنة واحدة، أودري دوروثي لويز تاونسند (مواليد 1900) الذي تزوج الكونتBaudouin دي Borchgrave دي ألتينا. كان الصحفي البلجيكي-الأمريكي أرنود دي بورشغراف (1926–2015) حفيد السير تشارلز تاونسند.
كان ابنة أخيه فير فيريرز تاونسند (ابنة شقيق إرنست ادوين تاونسند)، ثم الذين تتراوح بين 17، أحد الناجين من 29 مايو 1914 غرق باخرة عابرة للمحيطات RMS إمبراطورة أيرلندا في نهر سانت لورانسالذي أودى بحياة 1012 الركاب والطاقم. كانت واحدة من 41 امرأة فقط على قيد الحياة (من أصل 310 على متن السفينة). عمتها، الذي رافقها، فقدت.
توفي السير تشارلز في باريس، عن عمر يناهز 63 عاما. توفي ليدي تاونسند بعد أكثر من أربعة عقود، عن عمر يناهز 89 عاما.

- تشارلز تونشيند على موقع الموسوعة البريطانية (الإنجليزية)

1. 
2. 
3. 
4. 
5. 
6. 
7. 
8. 
9. 
10. 
11. 
12. 
13. 
14. 
15. 
16. 
17. 
18. 
19. 
20. 
21. 
22. 
23. 
24. 
25. 
26. 
27. 
28. 
29. 
30. 
31. 
32. 
33. 
34. 
35. 
36. 
37. 
38. 
39. 
40. 
41. 
42. 
43. 
44. 
45. 
46. 
47. 
48. 
49. 
50. 
51. 
52. 
53. 
54. 
55. 
56. 
57. 
58. 
59. 
60. 
61. 
62. 
63. 
64. 
65. 
66. 
67. 
68. 
69. 
70. 
71. 
72. 
73. 
74. 
75. 
76. 
77. 
78. 
79. 
80. 
81. 
82. 
83. 

### حصار كوت العمارة 1916

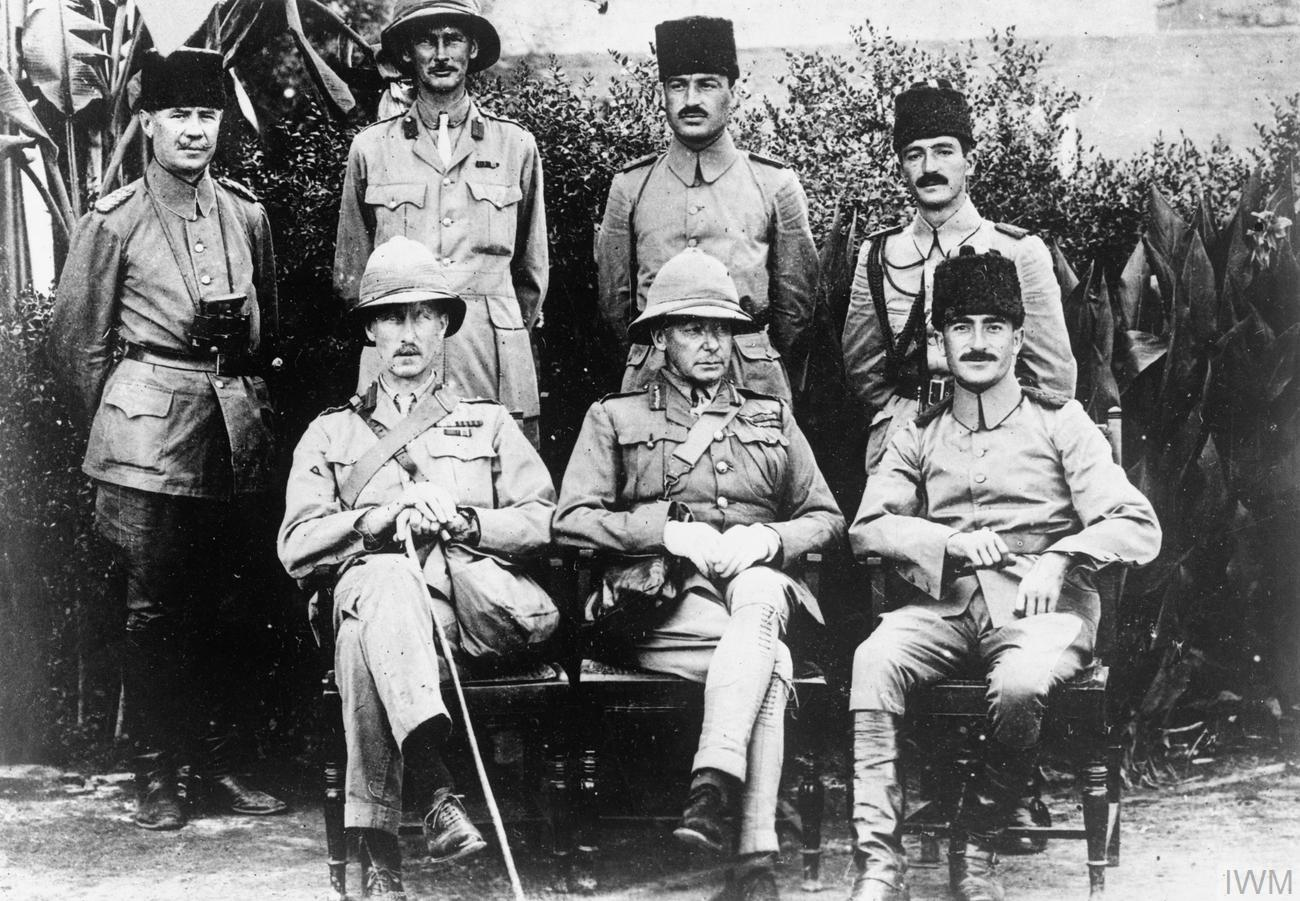
Townshend and خليل كوت after the fall of Kut